# Herb gminy Krzywcza
Herb gminy Krzywcza – symbol gminy Krzywcza.

## Wygląd i symbolika
Herb przedstawia na tarczy w polu niebieskim złoty półksiężyc barkiem w dół, a nad nim złotą sześcioramienną gwiazdę. Jest to historyczny symbol miasta Krzywcza, wywodzący się z herbu jego właścicieli w latach 1620-1624, Ostrowskich herbu Leliwa. 